# Dumitru Corbea
Dumitru Corbea (n. 6 septembrie 1910, Sârbi, județul Dorohoi – d. 26 martie 2002), pe numele real Dumitru Cobzaru, a fost un scriitor român.

## Viața
S-a născut în satul Sârbi, județul Dorohoi (astăzi județul Botoșani), într-o familie de țărani săraci. A terminat liceul la Botoșani, înscriindu-se ulterior la Facultatea de filosofie și litere. În 1929 a debutat în literatură. Primul volum de poezii, Sînge de țăran, a fost publicat în 1936, fiind urmat de Război (1937)  și Nu sînt cîntăreț de stele (1940). În 1937 a luat contact cu mișcarea revoluționară clandestină, îndeplinind însărcinări politice, care i-au adus mai târziu arestarea și condamnarea, viața fiindu-i direct amenințată. A lucrat în cadrul Societății de Radiodifuziune, în 1938, apoi în cadrul administrației de stat.
La eliberare a făcut parte din scriitorii care au contribuit la primul nucleu puternic de poeți și prozatori atașați Partidului Comunist. A lucrat la Scînteia și la diferite publicații cotidiene, precum și literare. Un timp a fost membru în comitetul de direcție al revistei Luceafărul.
Primul volum publicat după 1944 a fost Hrisovul meu (apărut în 1947), volum care întrunea și multe versuri anterioare cu conținut militant. Alături de activitatea poetică concretizată în mai multe volume, a scris și lucrări în proză: scenariul cinematografic Barbu Lăutarul, volumele Așa am învățat carte și Puntea, dar și un mare număr de reportaje, articole literare, politice etc.

## Stil
Mult timp, Dumitru Dobrea a fost considerat de critica literară drept „poetul țăran”, mai ales pentru tematica poeziei sale dinainte de eliberare, pentru spirtul insurgent, îndârjit, care definea lirica sa din acea epocă și care era asociat adesea cu firea revoltată a țăranului asuprit. Corbea se înscrie între poeții care au reprezentat în literatura română rezistența împotriva fascismului.
Mai consecventă în utilizarea versului clasic, poezia lui Dumitru Corbea de după eliberare este, și în alte privințe, mult deosebită de cea anterioară. În primul rând, este mai meditativă, uneori contemplativă, mai migălos lucrată, pe când în primele volume era mai dură, mai nefiltrată.
Poezia s-a revărsat din plin în evocarea în proză Barbu Lăutarul, concepută ca scenariu de cinematograf, dar având configurație de lucrare de sine stătătoare. Publicistica poetului e însă constituită după canoanele articolelor de ziar, amintind prea puțin de poet; proza sa este de un puternic realism, înscriindu-se cu primul volum Așa am învățat carte în descendența unor modele majore cum este Creangă în evocarea satului sau Anton Bacalbașa și G. Brăescu în reconstituirea mediului cazon.

## Distincții
- Ordinul Muncii clasa a II-a (30 decembrie 1957) „cu ocazia celei de a zecea aniversări a proclamării Republicii Populare Romîne și pentru merite deosebite în îndeplinirea sarcinilor date de Partidul Muncitoresc Romîn, pentru merite deosebite pe tărîmul construcției de stat, economice, sociale, culturale și obștești”[5]
- Ordinul „23 August” clasa a IV-a (12 august 1959) „pentru activitate rodnică în dezvoltarea științei și culturii din Republica Populară Romînă”[6]
- Ordinul „Tudor Vladimirescu” clasa a III-a (4 mai 1971) „cu prilejul aniversării a 50 de ani de la constituirea Partidului Comunist Român, [...] pentru activitate îndelungată în mișcarea muncitorească și merite deosebite în opera de construire a socialismului”[7]

## Opere
- Sînge de țăran (poezii), Cooperativa Litera, 1936
- Nu sînt cîntăreț de stele (poezii), Editura Socec, 1940
- Poezii, Editura Scânteia, 1945
- Singura cale (roman), București, Editura de stat, 1946;
- Hrisovul meu (poezii), Casa Școalelor, 1947
- Bălceștii (evocare istorică), E.S.P.L.A., 1948
- Doftana (baladă), București, Editura de stat, 1949;
- Balada celor patru mineri, București, E.P.L., 1949;
- Anii tineri, București , E.S.P.L.A., 1951;
- Versuri alese, București, E.S.P.L.A., 1954;
- Barbu lăutaru, Editura de stat pentru literatură și artă, București, 1954, 144 pagini;
- Așa am învățat carte (roman), București, Editura tineretului, 1955;
- Pentru inima ce arde (poezii), Editura tineretului, 1955
- Recruții, București, Editura tineretului, 1956;
- De peste țări și mări, București, Colecția „În jurul lumii”, Editura Tineretului, 1959;
- Nu sînt cîntăreț de stele (volum antologic, versuri, 1936-1969), București, E.S.P.L.A., 1960;
- Poezii, București, Editura tineretului, 1962, 182 pagini;
- Puntea, București, E.P.L., 1963;
- Patima dreptății;
- Sînge de țăran (poezii), Editura Minerva, București, 1972, 191 pagini;
- Patima dreptății (roman despre răscoala condusă de Horia, Cloșca și Crișan), Editura Cartea Românească, București, 1973, 152 pagini;
- Primejdia (roman), Editura Cartea Românească, București, 1976, 325 pagini;
- Ritm și viteză, Editura Cartea Românească, București, 1980, 257 pagini;
- Memorii, Editura Cartea Românească, București, 1982, 280 pagini;
- Sufletul cuvintelor (versuri), Editura Cartea Românească, București, 1984, 214 pagini;
- Mărturisiri, Editura Cartea Românească, București, 1987, 246 pagini;